# 鄧文原章草急就章
鄧文原章草《急就章》卷，紙本，高23.3公分，寬368.7公分，書末鈐有「鄧文原印」、「巴西鄧氏善之」、「素履齋」三枚鄧文原的用印，現由北京故宮博物院收藏。《急就章》原名《急就篇》，原作是漢元帝時期的黃門令史游（前48年－前33年）以章草書寫成，是作為當時童蒙讀寫識字的文化教材，因為篇首有「急就」二字，所以慣稱《急就篇》，從漢代傳習到唐宋年間，宋代以後逐漸被《三字經》、《百家姓》、《千字文》等經文本取代。史游寫的章草《急就章》對後世書法演變和發展起到很大的影嚮力，尤其直接對草書（今草）起了催化演變的作用，歷朝歷代有許多著名書法家都臨習過《急就章》，如：東晉的王羲之、衛夫人、索靖，三國的鍾繇、張芝、皇象，唐代的陸柬之，宋代的黃庭堅，元朝的鄧文原、趙孟頫、饒介和明朝的宋克，清代的沈曾植、王蘧常等書法大家。

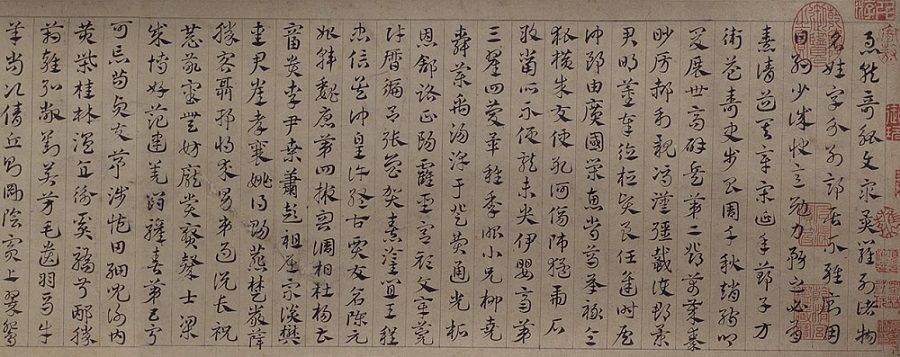
鄧文原章草《急就章》

鄧文原（1258年－1328年），字善之，字匪石，號素履先生，元代四川綿州（今中國四川省綿陽市）人，又古時綿州屬於巴西郡，所以也稱鄧文原為鄧巴西。鄧文原官至翰林侍講學士、中奉大夫、嶺北湖南道肅政廉訪使，為官清廉，博學善書，寫文章精深典雅，書法工書、楷書、行書、草書俱佳，尤其以章草精湛，著稱於世。與趙孟頫、鮮于樞齊名，被尊為「元初三大家」。
鄧文原章草《急就章》卷，書於元大德三年（1299年）。時年鄧文原四十二歲，到元大都慶壽寺掛單，在僧房裡寫下此帖，後贈送給友人理仲雍。鄧文原的《急就章》在章草中揉合了行楷書的筆意，風格古樸，通篇行筆清逸秀美又剛勢有勁，筆風挺健秀雅，柔中帶剛，孄雅與峻利兼具，細筆與粗筆對比強烈，鋒芒有度，有一代大書法家的風範，但中年以後官位漸高，加上政務忙碌，書藝日漸疏廢，惜未能精益求精更上層樓。

## 歷代評論
- 元代張雨 跋鄧文原《急就章》[2]題：「素履齋(鄧)書此，早年大合作。中歲以往，爵位日高，而書學益廢。與之交筆硯，始以餘言不妄。殆暮年章草，如隔事矣。信為學不可止如此。」
- 明代袁華跋鄧文原《急就章》[2]題：：「文原臨《急就章》，觀其運筆，若神蛟出海，飛翔自如。」
- 明代袁華在評《鄧文肅公臨急就章》說：「此卷巴西鄧文肅公所臨，公在元時獨以文章名世，而又以能書名世，號稱三大家，公與焉。觀公運筆用意甚合古人之妙，此卷實希世之寶也。」[10]
- 明代陶宗儀在《書史會要‧卷七》中說：「鄧文原正、行、草早法二王，後法李北海。」[11]
- 明代吳寬在《虞文靖公帖》說：「大德、延卒右間，漁陽（鮮于樞）、吳興（趙孟頫）、巴西（鄧文原）翰墨擅一代。」

## 藏本
- 故宮博物院藏本[2]